# عاطف بشير
عاطف بشير (3 أبريل 1985 ببرلين في ألمانيا - ) هو لاعب كرة قدم باكستاني في مركز الدفاع. شارك مع منتخب باكستان لكرة القدم. أما مع النوادي، فقد لعب مع نادي أفان ليدو ونادي باري تاون يونايتد وCardiff Grange Harlequins A.F.C. ‏ وBridgend Town A.F.C. ‏ وDinas Powys F.C. ‏ وMaesteg Park A.F.C. ‏ وهافرفوردويست ‏.

## وصلات خارجية
- عاطف بشير على موقع قاعدة بيانات كرة القدم.إي يو (الإنجليزية)
- عاطف بشير على موقع ناشيونال فوتبول تيمز (الإنجليزية)
- عاطف بشير على موقع Soccerway.com (الإنجليزية)